# Галик, Либор
Ли́бор Серафи́м Га́лик (чеш. Libor Serafim Halík, род. 30 декабря 1966, Прага, Чехословакия) — православный священник из Брно, доктор философии, сторонник запрета прав на аборты, гражданский активист, правозащитник.
Либор Галик активно выступает против совершения абортов, считая их узаконенным детоубийством; в обществе получили огласку его высказывания, направленные против гомосексуализма, усыновления детей однополыми парами, ювенальной юстиции, незарегистрированных браков. Приобрёл известность после освещения средствами массовой информации пикетирования им родильного дома в Брно; был неоднократно приглашаем как гость на телепрограммы, где обсуждалась проблема абортов.

## Биография

### Личная жизнь
Либор Галик воспитывался в атеистической семье, родители находились в разводе. По его собственному признанию, веру в Бога он обрёл после того, как летом 1985 года едва не утонул в реке Дие, но спасся. Тогда Либор примкнул к протестантской Церкви братьев (чеш. Církev bratrská), где в начале 1986 года был крещён. Поступил в Карлов университет на факультет естественных наук, обучение на котором не закончил. Затем Галик был призван на военную службу, по окончании которой в 1989 году переехал жить в Брно.
В начале 90-х годов после обращения к православному епископу Оломоуцкому и Брненскому Христофору (Пулецу) Либор взялся по его совету за изучение православного богословия. В 1994 году он перешёл в православие, при повторном крещении взяв себе второе имя «Серафим» в честь преподобного Серафима Саровского. Через год в Оломоуце был епископом Христофором рукоположен во иерея.
Галик обучался на православном богословском факультете Прешовского университета в Словакии, в 2002 году защитил докторскую диссертацию «Враги семьи» о причинах демографических проблем в современной Европе.
Либор Галик женат, имеет в браке шестерых детей (четырёх сыновей и двух дочерей).

### Акции гражданского протеста
Общественная деятельность Галика началась со знакомства в мае 2003 года с американским сторонником запрета абортов, католическим священником из Нью-Йорка Филиппом Рейли (англ. Philip J. Reilly), выступавшим с лекцией в Праге и вдохновившим его на молитвенное стояние перед клиникой, где производятся аборты. По благословению епископа Симеона (Яковлевича) отец Либор 13 июня 2003 года впервые вышел на одиночную акцию мирного протеста против абортов, встав в священнической рясе у входа в родильный дом в Брно и читая псалмы из Библии.
На протяжении многих лет Либор Галик пикетирует клинику почти каждый будний день, утром по два часа стоя у входа в здание с большим деревянным крестом с надписью на перекладине «Не убивай нерождённое дитя» (чеш. Nezabiješ nenarozené dítě) и держа на груди плакат с фотографией человеческого эмбриона в материнской утробе. Читаемые священником псалмы и молитвы хорошо слышны во дворе и в помещениях больницы.
Известно не менее десяти случаев, когда благодаря стараниям отца Либора беременные пациентки клиники отказывались от своего первоначального намерения совершить аборт.
Руководство клиники неоднократно пыталось прекратить деятельность Галика. Он был обвинен в нарушении закона о собраниях и в злостном хулиганстве, но выиграл процесс в суде. У входа в здание священник несколько раз подвергался нападениям, в том числе со стороны анархистов и активистов ЛГБТ-сообщества: его оскорбляли, избивали, закидывали помидорами и яйцами, окатывали водой из шланга, обливали краской и угрожали убить; от получения увечий отца Либора спасало появление свидетелей или прибытие полиции. Сам он заявил, что нападения на него организовываются производителями абортов. Иногда единомышленники Галика выходили в пикет вместе с ним, чтобы оградить его от побоев и оскорблений. У жителей Брно, в том числе и у представителей православной общины, деятельность священника вызывает разную реакцию, как положительную, так и отрицательную.
В январе-феврале 2004 года Галик разослал нескольким депутатам парламента Чехии электронные письма с призывом поддержать законопроект об ограничении права на аборт в Чешской республике.
Отец Либор стал устроителем проходящих по улицам Брно каждую вторую субботу месяца Маршей за жизнь (чеш. Pochod pro život). В 2006 году в одном из них принял участие архиепископ Оломоуцкий и Брненский Симеон, в шествии участвовали католические священники, в том числе приехавший из Америки Филипп Рейли. Галик также является участником ежегодных Маршей за жизнь, проводимых в конце марта в Праге.

### В кино и на телевидении
Сюжет о Либоре Галике стал центральным в получасовом документальном фильме чешского режиссёра Филипа Ремунда (чеш. Filip Remunda) «Головастик, кролик и Дух Святой» (чеш. Pulec, králík a Duch svatý), мировая премьера которого состоялась на Международном фестивале документальных фильмов в Йиглаве в 2007 году, где он получил приз зрительских симпатий. 5 декабря 2007 года около миллиона телезрителей посмотрели этот фильм на втором телеканале Чешского телевидения.
Отец Либор несколько раз выступал в телевизионных программах по теме абортов. 27 марта 2008 года он участвовал в теледебатах на передаче «У вас есть слово» (чеш. Máte slovo), отстаивая свою позицию в прямом эфире первого канала.

### Международная деятельность
26 ноября 2010 года Либор Галик в качестве почётного председателя открывал международный симпозиум «Обмен опытом пролайф-деятельности» в Санкт-Петербурге. Во время своего пребывания в России отец Либор записал видеообращение к единомышленникам на русском языке.
В 2012 году Галик присоединился к международному велопробегу пролайферов из Словакии, проходившему со 2 по 10 августа по территории Украины. В рамках велопробега его участники вместе с украинскими сторонниками пикетировали клиники и здания администрации во Львове, Ровно, Житомире и Киеве, собирая подписи под обращением к президенту Виктору Януковичу с просьбой о запрете абортов на законодательном уровне.
В июле 2013 года Либор Галик был приглашён как эксперт в области проблем семейной политики и демографии на проходивший в Москве IV Международный фестиваль социальных технологий в защиту семейных ценностей «За жизнь — 2013», где выступил с докладом.